# Cyclura rileyi cristata
Cyclura rileyi cristata – jeden z trzech podgatunków Cyclura rileyi, gada z rodziny legwanowatych, występujący endemicznie na wyspie White Cay w dystrykcie Exuma na Bahamach. Międzynarodowa Unia Ochrony Przyrody zaliczyła podgatunek C. r. cristata do zwierząt krytycznie zagrożonych wymarciem i umieściła go w Czerwonej księdze gatunków zagrożonychw kategorii CR (critically endangered).

## Budowa ciała
Jest mniejszy od przedstawicieli podgatunku Cyclura rileyi nuchalis. Długość ciała, od pyska do odbytu nie przekracza 280 mm. Grzbiety dorosłych osobników mają wybarwienie szare z nieregularnymi, pomarańczowo-brązowymi wzorami. Grzebień grzbietowy, fragmenty głowy oraz przednie kończyny mają zazwyczaj ubarwienie pomarańczowe.

## Zasięg geograficzny
Ten podgatunek legwanów występuje endemicznie jedynie na małej (około 25 ha) wyspie White Cay, w południowej części Exumas na Bahamach. Prawdopodobnie podczas ostatniego zlodowacenia, gdy poziom wód był znacznie niższy, poszczególne wyspy Exuma były ze sobą połączone i te gady występowały na znacznie szerszym obszarze.

## Tryb życia
C. r. cristata wiedzie naziemny tryb życia.

## Siedlisko
Siedlisko C. r. cristata stanowi skalisty pas przybrzeżny. Legwany najchętniej zamieszkują szczeliny skalne w miejscach gdzie rafa koralowa są najobfitsza. Północno-zachodnią część wyspy (której legwany unikają) porastają palmy Leucothrinax morrisii. Pozostałe części wyspy porastają marzanowate Strumpfia maritima, drzewa kokkoloba gronowa oraz introdukowana sosna Casuarina litorea.

## Zagrożenia i ochrona
Przeprowadzone w latach 1996–98 badania pozwoliły na oszacowanie liczebności na mniej niż 150–200 osobników, oraz wykazały, że 95% zwierząt odławianych dla celów pomiarów naukowych stanowiły samce. Estymacje nakazywały przypuszczać, że liczba samic w jedynej istniejącej populacji jest mniejsza niż 10, zaś umieralność pomiędzy rokiem 1996 a 1997 wynosiła 35–67%. Podejrzewany przez naukowców o przyczynienie się do tego spadku szop pracz został odłowiony na terenie siedliska w lipcu 1997 roku. W maju 1998 dzięki grantowi Chicago Zoological Society wytępiono tam także szczury. Badania przeprowadzone w latach 1998–2000 potwierdziły, że drastyczny spadek liczebności został zatrzymany. Działania naukowców powstrzymały także proceder nielegalnego odławiania i przemytu tych zwierząt, które wzbudziły zainteresowanie hodowców hobbystycznych po ukazaniu się w kwietniu 1994 artykułu prasowego w popularnym magazynie.
Międzynarodowa Unia Ochrony Przyrody zaliczyła podgatunek C. r. cristata do zwierząt krytycznie zagrożonych wymarciem i umieściła go w Czerwonej księdze gatunków zagrożonychw kategorii CR (critically endangered). Został także wymieniony w załączniku nr I Konwencji o międzynarodowym handlu dzikimi zwierzętami i roślinami gatunków zagrożonych wyginięciem (CITES Appendix I).